# Entité
 (juin 2018).
Si vous disposez d'ouvrages ou d'articles de référence ou si vous connaissez des sites web de qualité traitant du thème abordé ici, merci de compléter l'article en donnant les références utiles à sa vérifiabilité et en les liant à la section « Notes et références ».
Une entité, dans son sens le plus général, est une chose, un objet, ou une réalité, voire une substance au sens philosophique, et apparemment dotée d'une forme d'individualité, d'identité ou d'unité. 
Dans le langage courant, ce mot désigne une chose dont on ne sait rien ou dont on ne souhaite rien spécifier, et qui revêt donc un aspect abstrait, le plus souvent une personne (que l'on déshumanise ce faisant, ou dont on n'est pas certain qu'il s'agisse d'un être humain) ou une institution, mais parfois aussi un objet inanimé. En ce sens, tout ce qui existe ou est postulé exister peut être appelé « une entité » ; il s'agit donc d'habitude d'une expression volontairement vague.

## Étymologie
Le terme « entité » est issu du latin entitas de même sens, lui-même issu du latin ens qui signifie « étant », « existant » ; littéralement « chose qui existe ».

## En philosophie
En philosophie, l'entité est un concept formulant la catégorisation et l'identique des choses de notre environnement.
Il permet de mettre en observation ce qui n'est pas encore vérifié (ou prouvé) comme existant, et peut cependant devenir identifiable par des caractéristiques répétées. On peut parler dans ce cas d'individu virtuel.

## En droit
En droit, une entité est un ensemble de moyens traduisant le réseau de relations de dépendance ; celles-ci pouvant être sous-tendues par un lien juridique plus ou moins fort reposant sur une participation au capital d'autrui, mais aussi revêtir une relation de dépendance illustrant une grande variété d'accords de coopération (sous-traitance, fabrication en commun, franchise, octroi de licence, etc.).
La notion d'entité implique l'existence d'un centre de décision unique.

## En chimie
En chimie, une entité chimique est un objet microscopique individuel pouvant être dénombré (c'est-à-dire un atome, une molécule, un ion...), alors qu'un grand nombre d'entités chimiques identiques constituent une espèce chimique.

## En médecine
En médecine, l'entité morbide est l'ensemble des symptômes pathologiques. Elle constitue d'abord une entité clinique ou syndrome : modèle récurrent reconnu comme une unité.
Une entité pathologique ou maladie est une entité clinique à laquelle s'est agrégée une somme suffisante de connaissances médicales pour l'expliquer (origine, causes, mécanismes...). Le niveau de connaissances ou de certitudes nécessaires pour passer de l'entité clinique à l'entité pathologique reste un point controversé, qui dépend de conditions historiques.
Les entités médicales peuvent être labellisées et classifiées (nécessité pratique de communication entre médecins, voir nosologie), mais on ne saurait les regarder comme des entités rigides à tout jamais enfermées dans leur case. Ces entités sont des concepts médicaux qui peuvent disparaître quand elles ont cessé d'être utiles.

## En informatique
En informatique, une entité-type est une structure composée de propriétés-types représentant un ensemble d'entités, c'est-à-dire un ensemble de composants identifiables dans un domaine fonctionnel. Une entité-type est potentiellement en association avec les autres entités-types de l'univers étudié (notion « d'univers du discours », c'est-à-dire le sujet étudié).
Par exemple, pour un commerce, plusieurs entités-types peuvent être mises en jeu :
- Client
- Commande
- Produit
- Rayon
- etc.

mais également plusieurs associations-types qui relient les entités-types :
- Passer : 1 Client passe n Commandes
- Contenir : 1 Rayon contient n Produits
- etc.

Le MCD (Modèle conceptuel des données) est un diagramme permettant de modéliser la partie statique d'un système d'information en faisant apparaître les entités-types et leurs associations-types.
Pour bien comprendre, prenons un exemple concret d'entité et d'entité-type. En français, « Monsieur Dupond » est une entité. Cette entité peut faire partie des clients d'une entreprise, dans ce cas l'entreprise pourra le référencer dans ses clients. Ainsi « Client » regroupe des entités, c'est donc un genre d'entité que l'on appelle « type d'entité », ou « entité-type » dans le MCD.
Dans plusieurs langages, des attributs ou annotations peuvent être utilisées pour définir des entités. Par exemple en Java (grâce à l'API de Persistance JPA) ou en PHP (grâce à la librairie Doctrine), l'annotation @Entity permet de faire d'une classe une entité persistante.
En HTML, une entité est un code interprété comme un caractère spécial par les navigateurs (ex.: " pour le guillemet)
En géomatique, l'entité géographique est une représentation d'un phénomène du monde réel, qu'un ou plusieurs attributs permettent de localiser. 

## En géographie
Entité désigne un lieu nommé ou susceptible de l'être. L'entité est une portion déterminée de l'espace; c'est l'objet géographique considéré dans son individualité par rapport à l'espace alentour. Les entités géographiques sont de deux types :

### Entités naturelles
Objet de la géographie dont l'existence est attribuable à un processus naturel. La notion d'entité géographique naturelle recouvre les formes du relief, les objets hydrographiques et les autres éléments de la biosphère qui peuvent se voir dénommer en tant que lieux (mer, chaîne montagneuse, lac, vallée...). 

### Entités artificielles
Élément du sous-sol ou de la surface du sol construit ou profondément modifié par l'action humaine. Les entités artificielles sont composées principalement d’ouvrages d'art (pont, digue), d’édifices (immeuble) et de constructions de génie (barrage, canal), et comprennent également les voies de communication.

### Territoire en Belgique
Par ailleurs, dans le domaine administratif le belgicisme "entité" est une commune résultant de la fusion de communes.

## Dans la culture populaire
- Dans l'univers des comics publiés la maison d'édition Marvel Comics, les entités cosmiques sont des êtres conceptuels dotés de pouvoirs surhumains supérieurs aux super-héros standards, et qui généralement représentent une fonction de la Nature.
- Dans le jeu vidéo Minecraft, une entité représente tout ce qui n'est pas un bloc ou une particule, comme par exemple un joueur, un animal ou un véhicule.
- Dans l'univers de la Fondation SCP, le terme d'entité désigne la quasi-totalité des sujets d'études et est donc fréquemment employé dans tous ses sens étymologiques possibles.
- Dans le jeu vidéo Beyond: Two Souls, Jodie possède des pouvoirs surnaturels lui procurant un lien psychique avec une mystérieuse entité. Depuis qu'elle est née, Jodie est liée à une entité mystérieuse et invisible qu'elle nomme « Aiden ».